# Neil Tovey
Neil Robert Tovey (Pretória, 2 de julho de 1962) é um ex-futebolista profissional e treinador de futebol sul-africano que atuava como zagueiro.

## Carreira
Neil Tovey se profissionalizou no Durban City, em 1981. Jogou ainda pelo AmaZulu e pelo Kaizer Chiefs até 1999, encerrando a carreira com 634 partidas, sendo o atleta que mais entrou em campo na história do Campeonato Sul-Africano. Antes de sua aposentadoria, acumulou também a função de auxiliar-técnico dos Chiefs na temporada 1998–99.
Sua primeira experiência como treinador foi no Mamelodi Sundowns, em 2000–01, tendo uma segunda passagem na temporada 2005–06. Comandou também AmaZulu, Hellenic, Mpumalanga Black Aces e Thanda Royal Zulu. Seu último trabalho foi como diretor-técnico da Seleção Sul-Africana, entre 2015 e 2020.

## Seleção
Neil Tovey integrou a Seleção Sul-Africana de Futebol na Copa das Nações Africanas de 1996, a primeira competição oficial dos Bafana Bafana após a reintegração na FIFA. Foi o capitão da equipe durante a campanha do título, sendo o primeiro atleta branco a usar a braçadeira de uma seleção campeã.
Disputou também a Copa das Confederações de 1997, na Arábia Saudita. O zagueiro atuou em 52 jogos pela África do Sul, não tendo feito nenhum gol.

## Títulos

### Como jogador
Kaizer Chiefs
- Campeonato Sul-Africano: 1991, 1992
- Copa da África do Sul: 1992
- Copa da Liga Sul-Africana: 1997, 1998
- Taça MTN 8: 1991, 1992, 1994

África do Sul
- Copa das Nações Africanas: 1996

### Como treinador
Mamelodi Sundowns
- Campeonato Sul-Africano: 2005–06